# キャベツ畑暴動
キャベツ畑暴動（キャベツばたけぼうどう、英語: Cabbage Patch riots）は、1983年の秋から冬にかけてアメリカ合衆国のいくつかの小売店で起きた、客による一連の暴力事件である。この年、アメリカでは「キャベツ畑人形」が発売され、とてつもない需要を引き起こした。当時のほとんどの店舗では、この商品は通常200から500個しか在庫がなかったにもかかわらず、何千人もの客がこの人形を手に入れようと店舗に押し寄せ、多くの客がこの商品を手に入れるために他の客と争った。
1983年のホリデーシーズンには、シアーズ、J.C.ペニー、モンゴメリーワード、メイシーズといった大手小売店で暴力事件が発生した。Kmartや、今はなきZayreなどの小規模な小売販売では、小売業者は最初の数百人の客に「購入券」を配ることで混雑をコントロールしようとし、数時間並んだ後、数千人とは言わないまでも、数百人が手ぶらで去っていった。
「キャベツ畑人形」を手に入れるために、他の客を殴ったり、突き飛ばしたり、踏みつけるなどの暴力が報告された他、野球のバットのような武器で他人を襲う客もいた。1984年になると、人形の供給が増え、需要が減少したため、暴力事件は減少した。
キャベツ畑暴動は、1996年の「エルモのくすぐり人形」や2016年の「生まれて！ウーモ」など、その後のホリデーシーズンの玩具ブームの前兆となった。この暴動は、ホリデー映画「ジングル・オール・ザ・ウェイ」のプロットにも影響を与えた。